# Halflajf
Halflajf – album studyjny polskiego rapera VNM-a. Wydawnictwo ukazało się 9 grudnia 2016 roku nakładem niezależnej wytwórni płytowej De Nekst Best. Produkcją albumu zajęli się: Johnny Beats, Kazzushi, DrySkull, B.Melo, Łukasz K., SoDrumatic, Wrotas LifeView, Deemz oraz ENZU. Gościnnie natomiast udzielili się: Cywinsky, Dister, Monika Borzym, Otsochodzi, Sarius, Sarsa, Sztoss i WdoWA.
Album dotarł do 10 miejsca polskiej listy przebojów – OLiS.

## Lista utworów
Opracowano na podstawie materiału źródłowego.
1. naiVe feat. Monika Borzym (prod. Johnny Beats)
2. Zmiana (prod.Kazzushi)
3. Narcyz (prod. DrySkull)
4. HalfLajf (prod. B.Melo)
5. Strać to feat. Cywinsky (prod. Łukasz K.)
6. Cypher 2.0 feat. Sarius, Otsochodzi, Sztoss  (prod. Kazzushi, cuty DJ Flip)
7. Z aftera na bifor feat. Cywinsky (prod. SoDrumatic)
8. brejnFAK feat. WdoWA (prod. Wrotas LifeView)
9. Jak Tsubasa (prod. SoDrumatic)
10. Face-Swap feat. Dister (prod. Deemz)
11. Kyrk (prod. B.Melo)
12. Nieśmiertelny (prod. ENZU)
13. Trigger feat. Sarsa (prod. SoDrumatic)
14. Paid (prod. B.Melo) PREORDER BONUS TRACK